# 染めQ

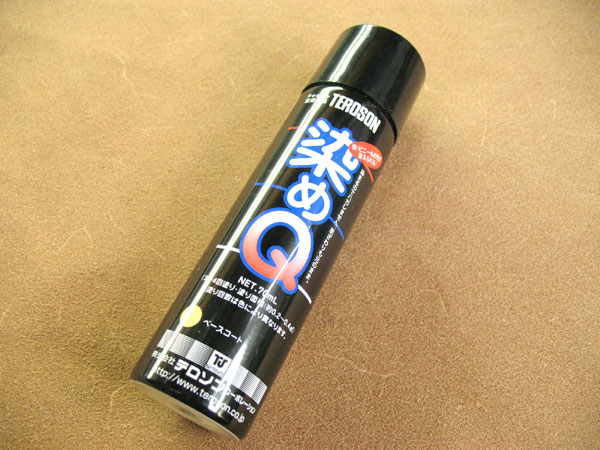
染めQ
写真はテロソン時代のもので、現在は上の「TEROSON」の部分が「SOMAY-Q」、「テロソンコーポレーション」の部分は非表示となっている

染めQ（そめキュー、Somay-Q）とは株式会社染めQテクノロジィ（旧：テロソンコーポレーション）が発売する塗料ならびにスプレー型塗料であり、かつ同社の主力商品である。

## 概要
「ナノテク&密着技術で素材の奥まで塗料の粒子が浸透して強力に密着し、引っ張ってもねじっても塗装面は割れたり剥がれたりしない」というセールスポイントを掲げ、2004年秋に発売を開始。発売当初は通常のスプレーと比べて高価だったことや知名度が低かったこともあり、ホームセンター等を介して販売するも、どの店舗でも月に数本程度しか売れなかった。しかし、バイク雑誌で紹介されたことや店頭での度重なる実演販売、2005年・2006年DIYショーにて様々な賞を受賞するなどして徐々に認知されるようになると同時に、売上も伸び、次第に主力商品へと成長した。

## 特長
金属やプラスチック等、一見平らに見える素材の表面というのは実は顕微鏡レベルで細かく見るとどの素材も凹凸がある。よって、通常の塗料では粒子が大きく、その凹凸の内部に入れずの上に乗っている（接地している）だけのレベルであり、使用状況や気候によっては剥がれやすくなることがある。染めQは独自のナノテクノロジーを応用し、粒子をナノサイズとすることでそれらの欠点を解消。通常の粒子では入れない微細な隙間に入り込むことによって接地面を増やすと同時に密着効果を増大させている。
結果、金属やプラスチックのほか、家具や玩具、木材など幅広い使用が可能となった。同時に、従来は塗布が適していないとされていた本皮革や人工皮革、ビニールレザー、畳、ジーンズ、サッカーボールなど耐伸縮性や耐摩擦力を要求される素材に対しても「塗る」というより「染める」という感覚での塗布が可能となった。しかも、素材の持つ肌触りをそのままに、あたかも初めからその色であるかのように素材の色を変えることが可能なため、塗布後の違和感も殆どない。 
但し、従来の塗料と比べて高価で、入手方法が限られてしまうという欠点はある。

## バリエーション
- 染めQ原液/染めQエアゾール - 全37色。関連商品としてクリアー、プライマー（下地材）、クリーナー、GUN-MODOKIなどがある。
- タタミ染めQ
- ジーンズ染めQ
- ランプ染めQ
- クツ染めQ
- 貼って染めQ

など

## その他
- 韓国にも輸出され、「PINGO」（ピンゴ）の名で販売されている。ただし、日本国内仕様と比べると、カラーバリエーションは若干減っている。